# 布蘭特縣
布蘭特縣（英語：County of Brant）是加拿大安大略省一個地方行政區，坐落該省西南部，北接滑鐵盧區，東北臨哈密爾頓市，東南鄰哈爾迪曼德縣，南接諾福克縣，西面則與牛津縣為鄰。布蘭特縣從四方包圍布蘭特福德市，兩者亦同屬一個人口普查區，但布蘭特福德市在行政上完全從布蘭特縣獨立。
布蘭特於1852年建制為縣，當時的管轄範圍包括布蘭特福德市。1990年代，安省政府改革其轄下的地方行政區，布蘭特福德市遂於1999年脫離布蘭特成為一座獨立市，而布蘭特則廢縣並改制為單層次自治區，但其名稱仍保留「縣」的字樣。

## 人口數據
歷年人口：
- 2001年：31,669人
- 1996年：29,800人

## 外部連結
- （英文）布蘭特縣官方網站 （页面存档备份，存于）